# Remington Arms
A Remington Arms Company, LLC é uma empresa Norte americana, fabricante de armas de fogo e munições. Foi fundada em 1816 por Eliphalet Remington em Ilion, Nova York, como E. Remington and Sons. A Remington é a mais antiga fabricante de armas da América e "É a fábrica mais antiga da América que ainda faz seu produto original". É o maior produtor americano de espingardas e fuzis. A Remington também desenvolveu ou adotou mais cartuchos do que qualquer outro fabricante de armas ou fabricante de munições no mundo. 
Até 2015, a Remington Arms fazia parte do Freedom Group, que por sua vez, é propriedade da Cerberus Capital Management. Em 2014, uma nova fábrica foi construída em Huntsville, AL, para produzir rifles semiautomáticos estilo AR-15 e pistolas Remington 1911 R1. Em 2015, o "Freedom Group" foi renomeado como Remington Outdoor Company. A Remington entrou com um pedido de proteção contra falência, Capítulo 11, em março de 2018, tendo acumulado mais de US$ 950 milhões em dívidas. A Remington saiu da falência em maio de 2018, menos de dois meses após o pedido de proteção. A rápida saída da Remington da falência foi devido a um plano de reestruturação pré-aprovado que foi apoiado por 97% de seus credores. Em 28 de julho de 2020, ela entrou novamente com pedido novamente de proteção contra falência, Capítulo 11.

## Histórico

### Século XIX
A empresa Remington foi fundada em 1816. Eliphalet Remington II (1793-1861) acreditava que poderia construir uma arma melhor do que a que poderia comprar. Remington começou então a projetar e construir um rifle de pederneira para si mesmo. Aos 23 anos (no final de 1816), ele entrou em uma competição de tiro; embora tenha terminado em segundo, sua arma bem feita impressionou outros competidores. Antes de Remington deixar o campo naquele dia, ele havia recebido tantos pedidos de outros concorrentes que ele entrou oficialmente no negócio de armeiros. Em 1828, ele mudou sua operação para Ilion nas proximidades. Este local ainda é usado pela moderna fábrica de armas de fogo da Remington.
Em 7 de março de 1888, a propriedade da "E. Remington & Sons" foi vendida pela família Remington aos novos proprietários, Marcellus Hartley and Partners. Esta consistia da Hartley e Graham, de Nova York, uma importante rede de artigos esportivos que também era proprietária da Union Metallic Cartridge Company em Bridgeport e da Winchester Repeating Arms Company de New Haven, ambas em Connecticut. Nessa época, o nome foi formalmente alterado para "Remington Arms Company". O local de Bridgeport tornou-se o lar da fábrica de munições da Remington.

### Século XX
Em 1912, a Remington e a Union Metallic Cartridge Company foram combinadas em uma única entidade, chamada "Remington UMC". No início do século XXI, a Remington ainda produzia munição com a marca "U.M.C." Em 1915, a fábrica de Ilion foi ampliada, e com essa expansão tornou-se basicamente a mesma fábrica de hoje.
Durante os primeiros anos da Primeira Guerra Mundial, a Remington produziu armas sob contrato para várias potências aliadas. A Remington produziu os rifles Berthier M1907-15 para a França, os rifles Pattern 1914 Enfield para a Grã-Bretanha e os rifles Mosin-Nagant Modelo 1891 para a Rússia Imperial. Com a intensificação da guerra, a produção da Remington aumentou para atender à demanda.
Quando os EUA entraram na guerra, a Remington se envolveu profundamente no esforço de guerra. A Remington desenvolveu e produziu o rifle US M1917 Enfield, uma versão simplificada do "British Pattern 1914", e o desenvolvimento do dispositivo Pedersen.
No final da guerra, o colapso do governo imperial russo teve um efeito severo nas finanças da Remington. A Rússia encomendou grandes quantidades de armas e munições, mas ficou sem dinheiro para pagar as encomendas. Eles atrasaram o pagamento, argumentando que havia alegados defeitos nos produtos da Remington. Quando os bolcheviques assumiram o poder na Revolução Russa, eles repudiaram totalmente o contrato.
A Remington ficou com enormes estoques de armas e munições, e sem perspectivas de pagamento. O governo dos EUA intensificou a compra de armas de fogo, evitando assim a perda absoluta da Remington. A Remington tomou a decisão consciente de promover e enfatizar sua linha de produtos civis. Eles viam os produtos de caça como um negócio mais estável que poderia ajudá-los a sobreviver a futuros altos e baixos gerados pelas demandas da guerra.
Durante a Grande Depressão, a Remington foi comprada pela DuPont Corporation, que fez fortuna aprimorando a pólvora. Um ano depois, a Remington comprou a Peters Cartridge Company; hoje, muitos dos cartuchos Remington ainda têm "R-P" (de Remington-Peters) estampado neles.
Em 1940, o Exército dos EUA ficou preocupado com sua capacidade de munição e pediu à Remington para colaborar em um plano de expansão nacional. Com a ajuda da DuPont, a Remington construiu a "Lake City Army Ammunition Plant" (LCAAP) (originalmente chamada de "Lake City Arsenal") e as plantas de munição do Denver Ordnance, e mais três plantas mais tarde, incluindo a Lowell Ordnance Plant para munições. Embora as fábricas pertencessem ao governo dos Estados Unidos, a Remington' foi convidada a supervisionar sua operação. Entre as armas que a Remington fabricou para o governo durante a Segunda Guerra Mundial estava o famoso rifle por ação de ferrolho M1903 Springfield.
Durante as décadas de 1950 e 1960, a Remington se ramificou em outros produtos além das armas, com a compra da Mall Tool Company em 1956. Um dos produtos eram motosserras.
Em 1962, a Remington apresentou o rifle por ação de ferrolho Model 700. O rifle se tornou uma das armas de fogo de maior sucesso da Remington e rapidamente se prestou ao desenvolvimento de muitas subvariantes, incluindo o Remington 700 BDL, o Remington 700PSS para polícia e agências de aplicação da lei (o rifle, mais tarde renomeado 700P, é muito popular entre os agentes da lei agências) e o militar M24 SWS, que foi o rifle de precisão padrão do Exército dos Estados Unidos entre 1988–2010. Ele ainda é usado por outras forças armadas em todo o mundo, como a IDF. Outras empresas de armas de fogo projetaram e fabricaram rifles de precisão com base na ação confiável e precisa do Remington Model 700.
Em 1986, a Remington fechou sua fábrica de munições em Bridgeport, Connecticut, transferindo as operações para uma nova instalação em Lonoke, Arkansas. Este local foi escolhido como o centro geográfico do mercado de munições esportivas. Um ano depois, a Remington construiu uma nova fábrica de alvos de argila em Athens, Geórgia. De acordo com um artigo no The New York Times, em 1993, a empresa-mãe da Remington - "Pont de Nemours & Company" (DuPont) - vendeu Remington para a firma de investimentos de Nova York, Clayton, Dubilier & Rice (CD&R) por US$ 300 milhões. O Times, citando a "National Sporting Goods Manufacturers Association", disse que "as vendas de rifles e espingardas totalizaram US$ 900 milhões" em 1992. Citando o presidente da National Shooting Sports Foundation, o artigo dizia que desde 1986, "o interesse pela caça" havia "diminuído". A venda de armas longas - que representava 75% das vendas da Remington se tornou "lenta" em 1993, enquanto a venda de armas curtas se tornou o "segmento de crescimento mais rápido" da indústria de armas.

### Século XXI
Em junho de 2007, uma empresa de capital privado, a Cerberus Capital Management, adquiriu a Remington Arms por US$ 370 milhões, incluindo US$ 252 milhões em dívidas assumidas. A Remington tinha milhões de dólares em dívidas e não reportou lucros durante os anos 2003-2005. Foi renomeado como Freedom Group.
Em dezembro de 2007, a Remington Arms adquiriu a fabricante de rifles Marlin Firearms. Em 2009, as vendas de munições continuaram altas durante a contínua escassez de munições nos Estados Unidos. O CEO Ted Torbeck disse que as preocupações dos consumidores sobre futuras restrições e impostos sobre munições e armas de fogo pela administração do governo Obama, estavam criando um aumento na demanda.
Em outubro de 2009, os a Remington adquiriu a fabricante de silenciadores Advanced Armament Corporation. Em 2010, a Remington apresentou o cartucho de espingarda mais rápido disponível comercialmente, o "Hypersonic Steel", com uma tecnologia patenteada que permite que o tiro viaje a 1.700 pés/s (520 m/s).
Após uma ausência de 12 anos no mercado de armas de fogo, a Remington anunciou o Model 1911 R1. Ela havia cessado a produção da sua última arma, a pistola Remington XP-100, em 1998. Mais tarde naquele ano, a Remington apresentou a espingarda de carregamento automático Versa Max. Seu sistema patenteado "Versa Port" auto-regula a pressão do gás com base no comprimento do cartucho usado, permitindo que a espingarda dispare cargas de alvo de 2 3⁄4 pol. (70 mm), cargas de caça de 3 pol. (76 mm) e 3 Cargas de caça magnum de 1⁄2 pol. (89 mm).
Em 2012, a Remington ganhou o contrato do Exército dos EUA para fabricar 24.000 carabinas M4A1 a US$ 673 por unidade, com valor total de US$ 16.163.252.
Em 2013, a Remington apresentou o rifle por ação de ferrolho Model 783.
Em 2013, pela primeira vez desde 1928, a Remington começou a oferecer um rifle de ar comprimido, denominado "Remington Express".
Em 2015, a holding do Freedom Group foi renomeada como Remington Outdoor Company.
No início de 2017, a Remington começou a planejar a falência, tendo sofrido vendas em declínio e danos à reputação de uma exposição de agosto de 2017 no novo programa "60 Minutes" da CBS sobre defeitos de gatilho X-Mark Pro ligados a várias mortes, e acumulou cerca de US$ 950 milhões valor da dívida. As baixas vendas e dívidas foram atribuídas a uma redução na "compra do pânico" ou à diminuição da qualidade e reputação. A Remington pediu falência em março de 2018. A Remington saiu da falência em 17 de maio de 2018, menos de dois meses depois. A saída rápida da empresa foi devido a um plano de reestruturação pré-aprovado apoiado por 97% de seus credores, que cancelou todas as ações ordinárias emitidas antes do início do processo de falência e emissão de novas ações para converter mais de US$ 775 milhões da empresa dívida em capital.
As famílias de nove vítimas e um professor que foi baleado e sobreviveu ao tiroteio na escola primária de Sandy Hook em 2012, no qual Adam Lanza, de 20 anos, atirou e atingiu fatalmente em 20 crianças e seis funcionários adultos com um rifle Remington estilo AR-15, entraram com uma ação por homicídio culposo contra a Remington, um atacadista de armas de fogo e uma revenda de armas de fogo, buscando um julgamento por júri para recuperar danos não especificados. Em 2016, o processo foi indeferido pelo Tribunal Superior do Estado de Connecticut citando a imunidade concedida aos fabricantes de armas de fogo pelo Protection of Lawful Commerce in Arms Act (PLCAA) de 2005. O processo foi adiado pela falência da Remington. Em 14 de março de 2019, a Suprema Corte de Connecticut decidiu em uma decisão de 4 a 3 que a alegação de marketing injusta do processo poderia prosseguir de acordo com a Lei de Práticas Comerciais Injustas de Connecticut e não foi impedida pela PLCAA. A decisão da Suprema Corte de Connecticut foi "um desenvolvimento significativo na longa batalha entre os defensores do controle de armas e o lobby das armas", de acordo com o The New York Times, e "inovador", de acordo com o The Washington Post. A Suprema Corte no entanto, recusou-se a sequer tomar conhecimento do caso.

### Relocação das plantas de produção
Em 17 de fevereiro de 2014, a Remington anunciou um plano para construir uma nova fábrica de última geração em Huntsville, Alabama. A Remington decidiu mover duas linhas de produção de Ilion, Nova York como resultado da publicação do New York Safe Act, que restringia a posse de armas. A nova fábrica de Huntsville está construindo agora os rifles semiautomáticos de estilo AR-15 da Bushmaster, da DPMS e da própria Remington, além das pistolas Model 1911 R1. Isso é considerado um boom de $ 87 milhões para a economia do Alabama. A nova planta consolida a produção da Remington para promover a eficiência e reduzir os custos de produção. Especialistas na indústria de armas acreditam que a Remington acabará deixando suas raízes em Nova York para ter suas fábricas em estados mais amigáveis para armas.

## Processo de falência
Em 29 de setembro de 2020, a corte de falências aprovou a venda do controle da Remington para sete investidores, sendo a maior cota a da Vista Outdoor Inc. de US$ 81,4 milhões, no segundo processo de falência da empresa no período de dois anos e meio. O destino da empresa e dos 103 funcionários ainda não foi definido.

## Armas de fogo Remington
Com base em uma lista do site da Remington. NOTA: a Remington produziu muitas armas ao longo dos anos. Esta lista NÃO é uma lista completa.

### Rifles

#### Por ação de ferrolho
- JuniorTarget 521TL
- Remington–Keene rifle
- M1903 Springfield rifle
- Model 5
- Model 6
- Model 7
- Model 30
- Model 33
- Model 34
- Model 241
- Model 504
- Model 511 Scoremaster
- Model 512 Sportmaster
- Model 513
- Model 580
- Model 591
- Model 592
- Model 600
- Model 660
- Model 673
- Model 700
- Model 710
- Model 720
- Model 721
- Model 722
- Model 725
- Model 770
- Model 783
- Model 788
- Model 798
- Model 799
- Modular Sniper Rifle
- M24 Sniper Rifle
- XM2010 ESR

#### Por ação de bombeamento
- Model 14
- Model 121 Fieldmaster
- Model 141
- Model 572 Fieldmaster
- Model 760
- Remington Model Six
- Remington Sportsman 76
- Model 7600

#### Semiautomáticos
- Model Four
- Model 8
- Nylon 66
- Model 522
- Remington Model 550-1
- Model 552
- Model 597
- Model 740
- Model 742
- Model 750
- Model 7400
- Model R-15
- Model R-25
- RSASS[40]

#### Tiro único
- Remington Rolling Block rifle
- Remington Naval Model 1865 Pistol

#### Automáticos
- R4
- Adaptive Combat Rifle (ACR; apenas versões miliares, versões civis são construídas pela Bushmaster Firearms International)[41]
- R5 RGP (Remington Gas Piston)

### Escopetas

#### Por ação de bombeamento
- Model 10
- Model 17
- Model 29
- Model 31
- Model 870
- Model 887

#### Semiautomáticas
- Model 11 (Browning Auto-5)
- Model 11-48
- Model 11-87
- Model 11-96 – "Euro Lightweight"
- Model 58 – "Sportsman 58"
- Model 878 – "878 Automaster"
- Model 1100
- Model SP-10
- SPR 453 – "Spartan 453"
- Versa Max
- V3

#### Por ação basculante
- SPR 100
- SPR 310
- Model 32
- Model 3200: canos sobrepostos na maioria em configurações "skeet" e "trap"

### Armas curtas

#### Semiautomáticas
- 1911 R1
- Remington Model 51
- Remington R51
- Remington RM380
- Remington RP9
- Remington RP45

#### Derringers
- Remington Rider Single Shot Pistol
- Remington Zig-Zag Derringer
- Model 95

#### Revólveres
- Remington Revolver Model 1858, Remington New Model Army (revólveres por espoleta de percussão)
- Model 1875 (revólver de cartucho metálico)
- Model 1890 (uma evolução do Model 1875 com poucas alterções)

#### Outras
- XP-100, a bolt-action pistol that can fire many rifle cartridges
- Express Air Rifle[21]